# Шевченко (Каргалинский район)
Шевченко (каз. Шевченко) — упразднённое село в Каргалинском районе Актюбинской области Казахстана. Входило в состав Сарыбулакского сельского округа. Ликвидировано в 1990-е годы.

## Население
В 1989 году население села составляло 107 человек. Национальный состав: казахи — 67 %.